# Palmerah (plaats)
Palmerah is een plaats (wijk - kelurahan) in het onderdistrict Palmerah in het bestuurlijke gebied Jakarta Barat (West-Jakarta) in de provincie Jakarta, Indonesië. Palmerah telt 69.391 inwoners (volkstelling 2010).